# 海難審判法
海難審判法（かいなんしんぱんほう、昭和22年11月19日法律第135号）は、職務上の故意または過失によって海難を発生させた海技士もしくは小型船舶操縦士または水先人に対する懲戒を行うため、国土交通省に設置する海難審判所における審判の手続等を定め、もって海難の発生の防止に寄与すること（海難審判法第1条）に関する日本の法律である。
国土交通省設置法等の一部を改正する法律（平成20年法律第26号、2008年10月1日施行）により、大幅な改正がされた。改正前は、海難について、海難審判庁が懲戒と原因究明の両方を担っていたが、改正後は、海難審判庁は廃止され、懲戒は海難審判所（新設）が、原因究明は航空・鉄道事故調査委員会を改組した運輸安全委員会が担うこととなった（運輸安全委員会では航空事故・鉄道事故に加え、船舶事故の原因究明も扱うこととなった）。

## 構成
- 第1章 総則（第1条 - 第6条）
- 第2章 海難審判所の組織及び管轄 
  - 第1節 組織（第7条 - 第15条）
  - 第2節 管轄（第16条 - 第18条）
- 第3章 補佐人（第19条 - 第23条）
- 第4章 審判前の手続（第24条 - 第29条）
- 第5章 審判（第30条 - 第43条）
- 第6章 裁決の取消しの訴え（第44条 - 第46条）
- 第7章 裁決の執行（第47条 - 第51条）
- 第8章 雑則（第52条 - 第57条）
- 附則

## 免許・資格
- 海事補佐人